# Rise Records
Rise Records – amerykańska wytwórnia muzyczna z siedzibą w Beaverton, zajmująca się głównie heavy metalowymi i punk rockowymi artystami.

## Historia
Rise Records zostało założone w 1991 przez Craiga Ericsona w Nevada City. Wypuścił niewielki nakład płyt winylowych przed przerwą na studia. Ericson nie publikował nic więcej aż do 1999, po wyprowadzeniu się do Portland. Zaczął wydawać płyty winylowe małym nakładem. Pierwszą płytę CD opublikował w 2000 roku i należy do zespołu One Last Thing. 
Rise Records wydaje i dystrybuuje w Stanach Zjednoczonych poprzez Alternative Distribution Alliance i Bertelsmann Music Group. W 2013 firma przeniosła siedzibę z Portland do Beaverton. Wytwórnia posiada umowę dystrybucyjną z Alternative Distribution Alliance, niezależną firmą dystrybucyjną należącą do Warner Music Group i bezpośrednio z Warner Music i Bertelsmann Music Group w Europie i Australii.
9 września 2015 australijska wytwórnia UNFD ogłosiła współpracę z Rise. W maju 2015, Bertelsmann Music Group obwieściła nabycie wytwórni. Rise Records zachowało kwaterę główną, a Ericson dalej miał być za nią odpowiedzialny. 8 grudnia 2017 Craig Ericson odszedł. 
18 lutego 2021 Rise Records zawarło współpracę z Blue Swan Records, założonego przez gitarzystę zespołu Dance Gavin Dance, Willa Swana.